# Botucatu (gemeente)
Botucatu is een gemeente in de Braziliaanse deelstaat São Paulo. De gemeente telt 130.348 inwoners (schatting 2009).

## Aangrenzende gemeenten
De gemeente grenst aan Anhembi, Avaré, Bofete, Dois Córregos, Itatinga, Lençóis Paulista, Pardinho, Pratânia, Santa Maria da Serra en São Manuel.

## Geboren in Botucatu
- José Maria Rodrigues Alves (1949), voetballer bekend als Zé Maria

## Galerij

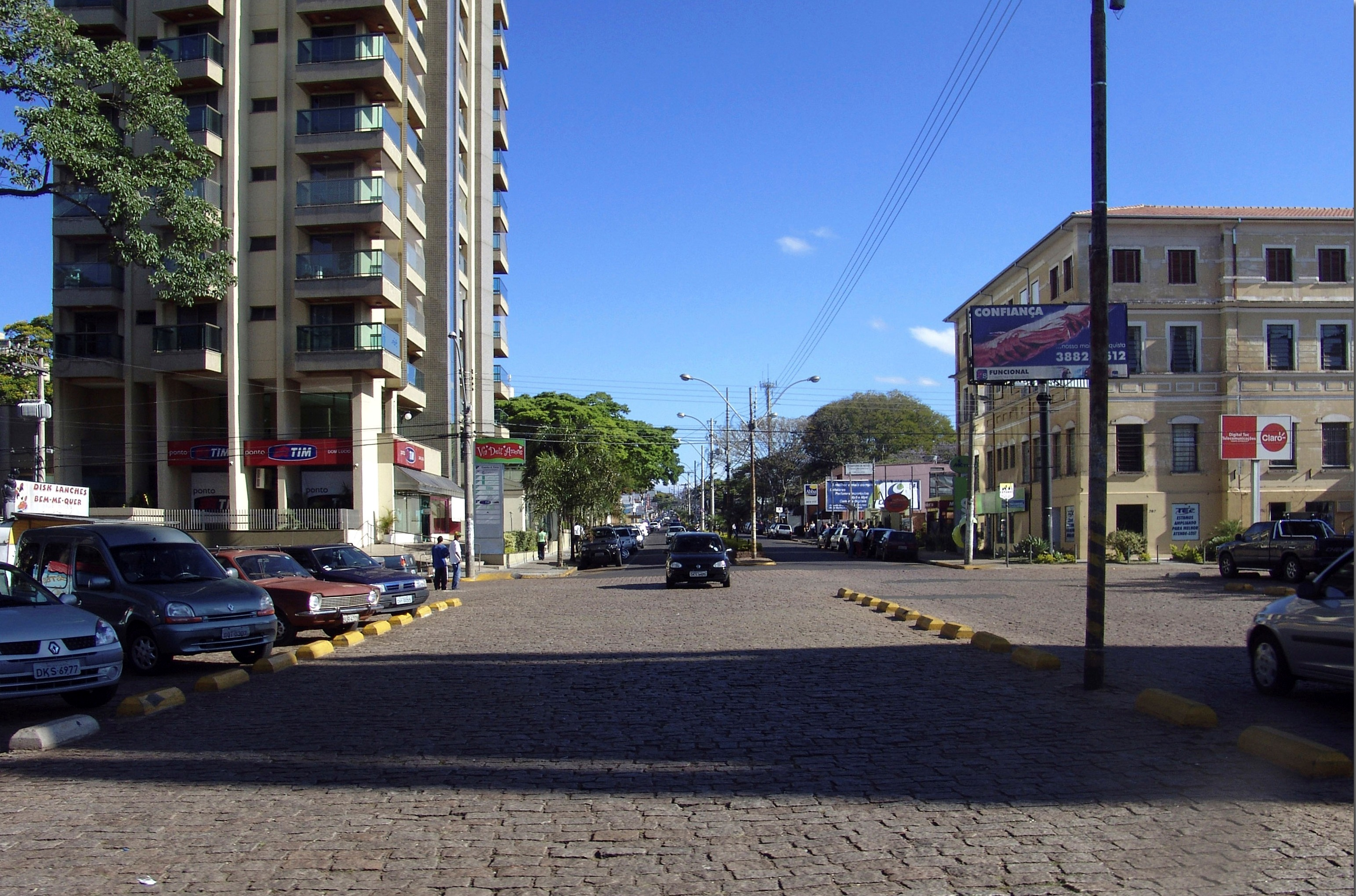
Een straat in Botucatu